# Belohina
Belohina inexpectata es una especie de insecto del orden Coleoptera (escarabajo), el único miembro del género Belohina y de la familia  Belohinidae.
Es una especie endémica del sur de Madagascar. Solo se conocen unas pocas especies de este género.

## Descripción
Los escarabajos tienen una longitud corporal de 14 a 16 milímetros. Su cuerpo es altamente convexo y glabro. La cabeza no está completamente cubierta por el pronoto vista desde arriba. Los ojos compuestos no tienen canto. El labrum membranoso está oculto debajo de la placa final (clípeo). Las bases de las antenas están ocultas desde arriba. Las antenas poseen diez segmentos y tienen en su extremo un bulbo de tres piezas en forma de copa (cupuliforme). Las mandíbulas son cortas y anchas y tienen una sola punta. Son mesialmente curvadas y no tienen mola. Las hendiduras de las coxas de las patas delanteras están abiertas por dentro. Los anillos femorales  están reducidos o ausentes. Las tibias de las patas delanteras tienen uno o más dientes distintos. En las patas del medio las tibias están enfrente de los peines oblicuos del ápice(?). Las alas traseras están muy reducidas o ausentes. Hay seis esternitos visibles en el abdomen. El segundo es un esternito lateral y está oculto o solo parcialmente visible. Las aberturas traqueales se forman en los segmentos primero a octavo en las membranas pleurales.